# Rachim Ruslanowitsch Tschachkijew
Rachim Ruslanowitsch Tschachkijew (russisch Рахим Русланович Чахкиев; * 11. Januar 1983 in Tobolsk, Sowjetunion) ist ein ehemaliger russischer Profiboxer inguschetischer Nationalität. Er war EBU-Europameister und IBO-Weltmeister im Cruisergewicht.
Bei den Amateuren war er 2008 Olympiasieger im Schwergewicht.

## Amateurkarriere
Rachim Tschachkijew erreichte 2001 den zweiten Platz bei den russischen Juniorenmeisterschaften und gewann noch im selben Jahr die Goldmedaille bei den Junioren-Europameisterschaften in Sarajevo.
Bei den Russischen Meisterschaften 2004 verlor er im Finale gegen Roman Romantschuk und wurde Vizemeister, 2005 schied er im Halbfinale gegen Jewgeni Romanow aus und gewann Bronze.
2006 schied er erneut im Halbfinale gegen Romantschuk aus und gewann dadurch erneut Bronze. Er gewann jedoch die Goldmedaille bei den Militär-Weltmeisterschaften der CISM in Warendorf und nahm für das russische Team beim Mannschafts-Weltcup 2006 in Baku teil, welches im Finale gegen Kuba ausschied. Tschachkijew hatte jedoch jeden seiner Kämpfe, darunter im Finale gegen Osmay Acosta siegreich beendet und gewann damit die Individualwertung.
2007 wurde er dann Russischer Meister und bezwang im Finale Roman Romantschuk. Er startete daraufhin bei den Weltmeisterschaften 2007 in Chicago, wo er erst im Finale knapp mit 6:7 gegen Clemente Russo unterlag und Vize-Weltmeister wurde. Er war damit für die Olympischen Spiele 2008 in Peking qualifiziert. Bei Olympia besiegte er Ali Mazaheri, John M’Bumba, Osmay Acosta und diesmal auch Clemente Russo, wodurch er Olympiasieger wurde.

## Profikarriere
Im Juli 2009 unterzeichnete er einen Profivertrag beim deutschen Promoter Universum Box-Promotion, sein Trainer wurde Michael Timm.
Von Oktober 2009 bis November 2012 gewann er jeden seiner 16 Kämpfe, davon 12 vorzeitig, ehe er am 21. Juni 2013 in Moskau beim Kampf um die WBC-Weltmeisterschaft im Cruisergewicht, nach Punkten in Führung liegend, durch TKO in der achten Runde gegen den polnischen Titelträger Krzysztof Włodarczyk verlor. Der Ringrichter hatte den Kampf nach zwei Niederschlägen des Russen abgebrochen.
Am 24. Oktober 2014 schlug er Giacobbe Fragomeni durch KO in der vierten Runde und wurde dadurch EBU-Europameister im Cruisergewicht, zudem besiegte er am 22. Mai 2015 den US-Amerikaner Junior Wright durch KO in der achten Runde und wurde Weltmeister der IBO.
Im November 2015 verlor er überraschend durch KO gegen Ola Afolabi und im Dezember 2016 durch TKO gegen Maxim Wlassow.
Im September 2017 erklärte er seinen Rücktritt vom Boxen.